# چولچول، شیلی
چولچول، شیلی (به اسپانیایی: Cholchol) یک سکونتگاه مسکونی در شیلی است که در استان کاتین واقع شده‌است.

## خصوصیات
چولچول ۴۲۷٫۹ کیلومترمربع مساحت و ۱۰٬۳۸۲ نفر جمعیت دارد و ۲۲ متر بالاتر از سطح دریا واقع شده‌است.